# Young Folks
Young Folks è un singolo del gruppo musicale svedese Peter Bjorn and John, pubblicato il 7 agosto 2006 come primo estratto dal terzo album in studio Writer's Block.
Il singolo ha visto la collaborazione di Victoria Bergsman, cantante del gruppo The Concretes.

## Video musicale
Il video musicale è stato diretto da Ted Malmros, con l'animazione di Graham Samuels ed è presente anche nella serie di videogiochi SingStar in SingStar Pop 2 e nel videogioco Lips, per Xbox.

## Tracce
In vinile
1. Young Folks (feat. Victoria Bergsman)
2. Ancient Curse

CD
1. Young Folks (feat. Victoria Bergsman)
2. Ancient Curse
3. All Those Expectations
4. Young Folks (Scumfrogs Remix) (feat. Victoria Bergsman)

## Successo commerciale
Il singolo riscuote successo in siti web come MySpace e YouTube ed è usato in diversi spot europei e show televisivi, oltre che nella colonna sonora del videogioco FIFA 08. La canzone è popolare anche per l'uso del fischio (originariamente inserito come segnaposto per un altro strumento). Parte della canzone ha una melodia che ricorda il "riff orientale".
Il singolo ha raggiunto la quinta posizione nella Top 100 Tracks of 2006. Pitchfork recensisce la canzone dandogli tre stelle su cinque. Ha raggiunto la seconda posizione nella classifica della canzone dell'anno NME nel 2006, solamente dietro a Over and Over degli Hot Chip. Planet Sound piazza Young Folks al secondo posto nei migliori singoli del 2006. Il singolo viene nominato canzone del 2007, secondo iTunes Store. Anche per WXPN-HD2 Young Folks è la canzone del 2007.
Il singolo è stato ripubblicato il 17 settembre 2007 raggiungendo il tredicesimo posto e superando la precedente trentatreesima posizione risalente all'anno passato.
In Italia il brano è divenuto famoso a partire dal 2015 in quanto da marzo ad agosto dello stesso anno è stato utilizzato come colonna sonora degli spot TIM e come sigla delle partite della Serie A TIM (in sostituzione di Monkey Man dei The Specials), ottenendo anche un discreto successo commerciale.

## Cover
Artisti che hanno reinterpretato il brano:
- The Kooks
- Nena, Oliver Pocher e Stephan Remmler in tedesco (Ich kann nix dafür) per la colonna sonora del film Vollidiot.
- Shugo Tokumaru nel 2006.
- Kanye West
- James Blunt nel 2007.
- Dawn Landes
- Pete Yorn
- Richard & Judy
- Andrew McMahon nel 2011.